# کابلستان
کابلستان نامی است که در قدیم گاهی برای سرزمینی وسیع و مرتفع اطلاق می‌شد که قسمت شمال شرقی افغانستان و مرکزش کابل را دربرداشت و شامل قسمت عمده‌ای از حوضهٔ رود کابل بود. زابلستان هم در طرف جنوب غربیش قرار داشت. در شاهنامه فردوسی مکرر از کابل و کابلستان نام برده شده است و اغلب تفاوتی بین این دو نام (کابل، کابلستان) داده نمی‌شود. بعضی از جغرافی‌نویسان هم این دو نام را یکی می‌دانند، اما از شاهنامه چنین برمی‌آید که یکجا نیست بلکه دو جاست.
| پرستندگان را سوی گلستان  |  | فرستد همی ماه کابلستان  |
| ***                      |  |                         |
| بر شاه زابلستان آمدیم    |  | سپهبد خرامید تا گلستان  |
| ***                      |  |                         |
| چو شد زال فرخ ز کابلستان |  | ببد سام یکزخم در گلستان |